# Dan Ziskie
Dan Ziskie (* 13. August 1944 in Detroit, Michigan; † 21. Juli 2025 in New York City) war ein US-amerikanischer Schauspieler sowie Fotograf.
Ziskie studierte an der University of Michigan, mit dem Fokus auf Kunst und Athletik. Nach seinem Abschluss schloss er sich in Chicago der Theatergruppe The Second City an.
Er erlangte Bekanntheit als Frank Niggar in einem Sketch Comedy-Show Chappelle’s Show. Des Weiteren spielte er in der ersten Staffel der Fernsehserie House of Cards den Vizepräsidenten der Vereinigten Staaten. Im Staffelfinale der fünften Staffel von 24 spielte er den United States Attorney General. Sein Schaffen für Film und Fernsehen umfasst mehr als 90 Produktionen, zuletzt war er 2021 in einer Folge der Miniserie The Bite zu sehen.
Im Oktober 2017 veröffentlichte Ziskie eine Fotokollektion von Bildern aus New York City in seinem ersten Buch, welches den Namen Cloud Chamber trägt.
Ziskie starb im Alter von 80 Jahren infolge einer Arterienerkrankung.